# Henri de L'Étang
Pour les articles homonymes, voir Delétang.
Henri de L'Étang, né le 25 avril 1809 à Paris où il est mort le 20 avril 1868, est un peintre français.

## Biographie
Henri Delétang est le fils de Jacques Delétang, chef de bureau, et de Caroline Marie Nicole Guilbert.
Élève de David d'Angers, il expose au Salon de peinture et de sculpture de 1837 à 1844 où il obtient une troisième médaille en 1838.
En 1852, il épouse Bonne Olympe Dacier.
Il meurt à son domicile rue Montalivet à l'âge de 58 ans.

## Œuvres exposées aux Salons

### Salon de peinture et de sculpture
- 1837 : Clotilde demandée en mariage par Clovis
- 1838 : La Fuite en Égypte
- 1839 : Suzanne accusée par les vieillards
- 1844 : Jésus-Christ marchant au Calvaire

### Salon deValenciennes
- 1838 : La rose, aquarelle
- 1838 : La péllerine, aquarelle
- 1838 : La corbeille de fleurs, aquarelle
- 1838 : Jeune famille, aquarelle

## Œuvres dans les collections publiques
- Angers, Musée des Beaux-Arts : Clotilde demandée en mariage par Clovis[6],[7],[3]
- Bailleul, Musée Benoît-De-Puydt : La Commission[8]
- Calais, Musée des Beaux-Arts : La Fuite en Égypte (œuvre disparue)[9],[3]
- Carpentras, Musée Comtadin-Duplessis : Suzanne accusée par les vieillards[10],[3]
- Centre national des arts plastiques[11]
- Sceaux, Musée du Domaine départemental : Portrait de Blanche d'Antigny[12],[13]